# جامعة الزهراوي الدولية لعلوم الصحة
جامعة الزهراوي الدولية لعلوم الصحة (UIASS) هي جامعة مغربية تقع بالعاصمة الرباط، افتتحت في يونيو 2014. تأسست جامعة الزهراوي الدولية لعلوم الصحة في إطار شراكة ضمن القطاع العام مع وزارة التعليم العالي والبحت العلمي وتكوين الأطر، حيث تتألف من ثلاث مؤسسات: كلية الزهراوي للطب، كلية الزهراوي لطب الأسنان، كلية علوم الصحة بالرباط، والمعهد العالي لهندسة وتكنولوجيات الصحة.

## التاريخ

### الإنشاء
إن إنشاء جامعة الزهراوي حديث العهد، لكن فكرة تأسيس مثل هذه الجامعة تعود إلى سنوات عديدة. في البداية، كان الهدف هو إنشاء مؤسسة تركز على قضية الصحة في المغرب. وبهذا المعنى ولدت مؤسسة الشيخ زايد في 10 سبتمبر 1993 بعد صدور مرسوم ملكي يتعلق بالقانون رقم 1-93-228 الذي دخل حيز التنفيذ في عهد الملك الحسن الثاني ملك المغرب والشيخ زايد بن سلطان آل نهيان رئيس دولة الإمارات العربية المتحدة.
وفي عام 2012 تم تقديم طلب لفتح جامعة الزهراوي من قبل مؤسسة الشيخ زايد. تم توقيع الاتفاقية الإطارية بين مؤسسة الشيخ زايد ووزارة التعليم العالي لإنشاء معهد الدراسات الإسلامية في عام 2013. افتتحت جامعة الزهراوي الدولية للعلوم الصحية في عام 2014 وكلية الزهراوي لطب الأسنان في عام 2015. صُممت هذه المؤسسة على أساس نموذج خاص غير ربحي.
منذ عام 2003، نفذت مؤسسة الشيخ زايد برنامجا تنمويا يركز على إطلاق مؤسسات جديدة للرعاية الطبية والتعليم والتدريب في مجال الصحة. ومن هذا المنطلق، تم افتتاح المستشفى الجامعي الدولي الشيخ زايد في عام 1998. ويعود تاريخ تأسيس جامعة أبو القصاص الدولية للعلوم الصحية إلى عام 2014. ويأتي ذلك بعد اتفاق متبادل بين مؤسسة الشيخ زايد ووزارة التعليم العالي المغربية، وذلك بموجب اتفاقية موقعة بين الطرفين في عام 2013.

### إعداد الهياكل الأولى
قامت جامعة أبو القسيس الدولية للعلوم الصحية ببناء ما يُعرف اليوم بمركز تدريب حقيقي للمهن الصحية. في أعقاب ولادتها، أنشأت كلية الطب في عام 2014. وبعد عام، قررت الجامعة افتتاح كلية لطب الأسنان، تليها كلية الصيدلة في عام 2016. واليوم، تقدم الجامعة لطلابها خيارات واسعة من الدورات التدريبية التي تسمح لهم بالعمل في مجالات التمريض والطب والعلوم الطبية الحيوية ومؤخرًا في الهندسة.
يتبع هذا النشر لتوافر التدريب الصحي تقدمًا سريعًا، مما يوضح للجامعة وجود تزامن كبير بين الموارد المتوفرة لديها والمشاريع المستقبلية التي تهدف إلى تنفيذها. ومن بين هؤلاء نجد الرغبة في إقامة علاقات مع مختلف الهيئات والمؤسسات الوطنية والدولية. وهذا له فائدة في تشجيع طلاب الجامعات على الانفتاح على العالم ومنحهم الفرصة لمواصلة دراساتهم في الخارج، مع الجامعات الشريكة لجامعة الزهراوي، من خلال التدريب الداخلي المختلفة وحتى فرص أكثر استدامة مع مرور الوقت. في الواقع، فإن جامعة الزهراوي، بفضل شراكاتها العديدة، تمنح طلابها الفرصة لمواصلة دراساتهم التخصصية في الخارج.

### استكمال البنية التحتية
تقوم الجامعة بتنسيق البناء الديناميكي لنظامها مع البنية التحتية والمعدات الموجودة تحت تصرفها. واليوم، تمتد مباني التدريس الخاصة بها على أكثر من 30,000 متر مربع، وتشمل فصول دراسية جميعها مجهزة بـجهاز عرض فيديو ولوحة تعمل باللمس، وقاعات محاضرات يمكن أن تستوعب ما بين 200 - 500 شخص، ومكتبة جامعية، ومختبرات بحثية، وغرف عمل عملية تتيح إمكانية الوصول إلى قطع/معدات متطورة خاصة بكل دورة تدريبية. تم تجهيز مدخل الجامعة ومبانيها وكافة القاعات الدراسية بأجهزة تعمل بنظام التعرف الرقمي مما يضمن الأمن داخل المؤسسة.

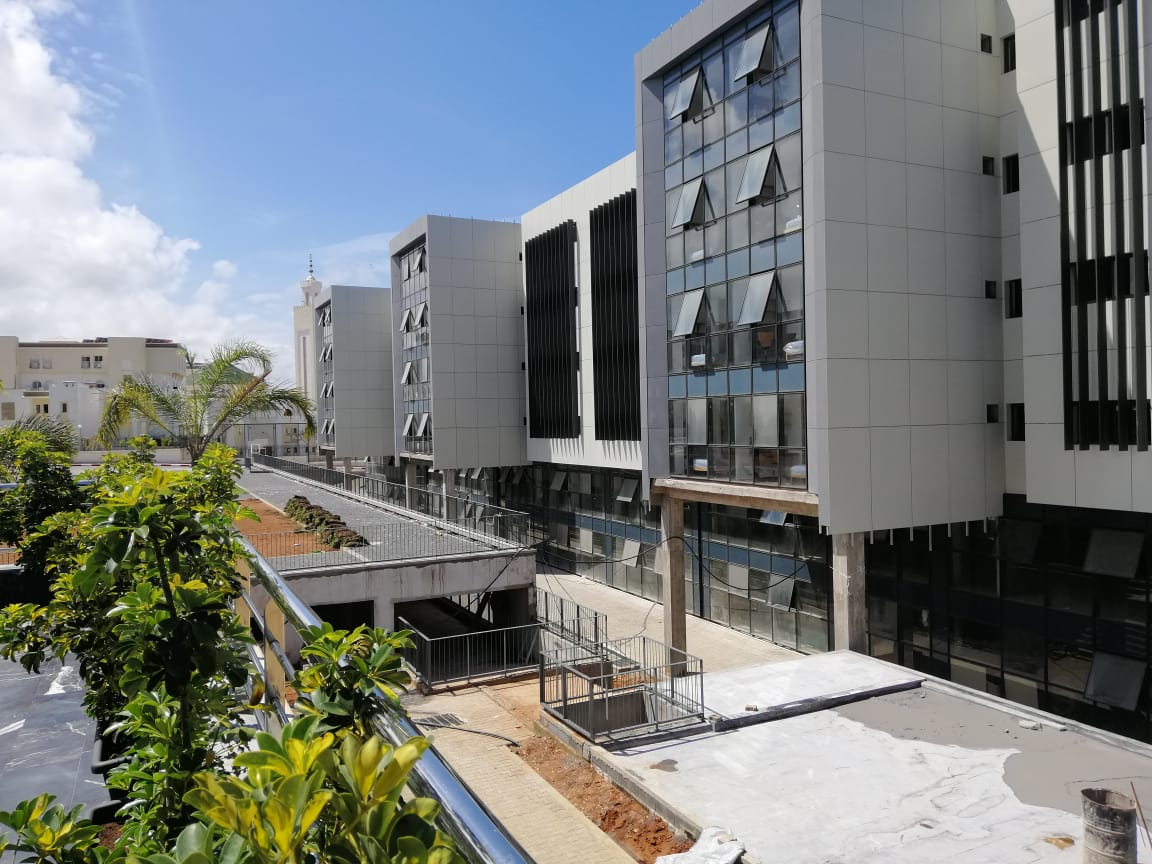
سكن الطلاب

## التنظيم والهيكل
ال UIASS هي مؤسسة جامعية تابعة لمؤسسة الشيخ زايد بالرباط التي لديها مكونات مختلفة مسؤولة عن التعليم، مقسمة بين كليات ومعاهد. هم أربع مؤسسات:

### كلية الزهراوي للطب FMA[6]
بحسب الجامعة، فإنها تقوم بتدريب الطلاب ليصبحوا أطباء ثم تدعمهم طوال حياتهم المهنية. تدرس الجامعة الطلبة باستخدام نموذج المجموعات التفاعلية الصغيرة، وتدعم الطلبة في مجالات عديدة مثل التواصل وإتقان اللغات وتقنية المعلومات والاتصالات لتحسين التدريب الطبي. 
في كلية الطب، تقوم الجامعة بالمهام التالية: 
- توفير كافة أشكال تدريس العلوم الطبية والتحضير لجميع الدبلومات ذات الصلة.
- المساهمة في تكوين الكوادر الطبية المساعدة.
- تلبية الاحتياجات فيما يتعلق بالتدريب الطبي المستمر.
- المشاركة في أنشطة المعلومات والتوجيه والتدريب.
- المساهمة في تطوير البحوث السريرية والأساسية.
- إقامة علاقات وثيقة مع الأطباء الممارسين في المنطقة وتطوير الطب.
- المشاركة في أعمال التعاون الدولي والانفتاح على العالم الاجتماعي والاقتصادي من خلال عمل المواطنين.
- ضمان أعلى مستويات الجودة في الرعاية للمرضى المقبولين في المستشفيات التابعة لها وذلك بالتعاون مع إدارة المستشفى.
- تطوير نشاط بحثي أساسي أو تطبيقي سريري أو بيولوجي، بالتنسيق مع المكونات الأخرى للجامعة وكذلك مع جميع المنظمات العامة والخاصة الوطنية والإقليمية، ولا سيما منظمات البحث الوطنية الكبرى.

### كلية الزهراوي لطب الأسنان - FMDA[8]
لدى كلية طب الأسنان في جامعة الزهراوي فريق من أساتذة الهندسة والفنيين الذين يعملون على نقل الممارسات الجيدة لطلبة الكلية.
تدرس الكلية طلبتها الجانب النظري باستخدام أساليب التدريس في مجموعات صغيرة، أما الجانب العملي فتستخدم أحدث أجهزة المحاكاة والأنشطة السريرية التي سيتم برمجتها داخل المستشفيات التابعة لمؤسسة الشيخ زايد. وكل ذلك لتدريب متخصصين أكفاء فعّالين. 
في كلية طب الأسنان، تقوم الجامعة بالمهام التالية: 
- توفير كافة أشكال تدريس علوم طب الأسنان والتحضير لجميع الدبلومات ذات الصلة.
- المساهمة في تطوير المعرفة والممارسات في طب الأسنان.
- المساهمة في تعزيز صحة الفم لدى السكان.
- المساهمة في تدريب المهنيين الصحيين فيما يتعلق بمهن طب الأسنان.
- تلبية الاحتياجات فيما يتعلق بالتدريب الطبي المستمر.
- المشاركة في أنشطة المعلومات والتوجيه والتدريب.
- المشاركة في أعمال التعاون الدولي.
- إقامة علاقات وثيقة مع أطباء الأسنان الممارسين في المنطقة والمساهمة في تطوير طب الأسنان.
- تطوير نشاط بحثي أساسي أو تطبيقي سريري أو بيولوجي، بالتنسيق مع المكونات الأخرى للجامعة وكذلك مع جميع المنظمات العامة والخاصة الوطنية والإقليمية، ولا سيما منظمات البحوث الوطنية الكبرى.

## أعضاء المجلس العلمي
يتكون المجلس العلمي لجامعة الزهراوي الدولية للعلوم الصحية من:
- رئيسة المجلس العلمي: الأستاذة فرانسواز باري سينوسي، جائزة نوبل للطب 2008
- الأمين العام: الأستاذ كلود كريسيلي
- عضو مجلس الإدارة: د.محمد العدناوي [12]
- عضو مجلس الإدارة: د.آرنولد مينيش
- عضو مجلس الإدارة: الأستاذ آوا ماري كول سيك

## انظر ايضاً
- الجامعة الدولية للرباط
- جامعة محمد الخامس
- جامعة الحسن الثاني

## وصلات خارجية
- جامعة الزهراوي الدولية لعلوم الصحة
- مستشفى الشيخ زايد الدولي الجامعي